# Altviller
Ne doit pas être confondu avec Altwiller dans le Bas-Rhin
Altviller (en allemand Altweiler) est une commune française située dans le département de la Moselle et le bassin de vie de la Moselle-est, en région Grand Est.

## Géographie
| Valmont      |               | Lachambre |
|              | Altviller     |           |
| Folschviller | Vahl-Ebersing |           |

### Situation géographique
Altviller est située à quatre kilomètres, à vol d'oiseau, au sud-sud-est de Saint-Avold, chef-lieu du canton, sur la route départementale 22 en direction de Dieuze.
Par la route, Sarrebruck (D) est à 40 km, Metz à 50 km, Nancy à 75 km, Luxembourg (L) à 100 km et Strasbourg à 125 km.
Le territoire de la commune d'Altviller, d'une superficie de 485 hectares (31 478e commune de France), dont 72 hectares de forêts, est limitrophe de celui des communes de Lachambre, Vahl-Ebersing, Folschviller et Valmont.

### Hydrographie

#### Réseau hydrographique
La commune est située dans le bassin versant du Rhin au sein du bassin Rhin-Meuse. Elle est drainée par la Nied Allemande et le ruisseau le Weihergraben.
La Nied allemande traverse le territoire de la commune d'est en ouest au sud du village. D'une longueur totale de 57,9 km, elle prend sa source dans la commune de Guenviller et se jette dans la Nied à Condé-Northen, après avoir traversé 23 communes.
Le Weihergraben, un ruisseau venant de Lachambre, affluent (rive droite) de la Nied allemande, traverse le marais d’Altviller, une zone humide occupée jadis par un étang, classé à l’inventaire des espaces naturels sensibles (ENS) depuis le 31 janvier 2011.

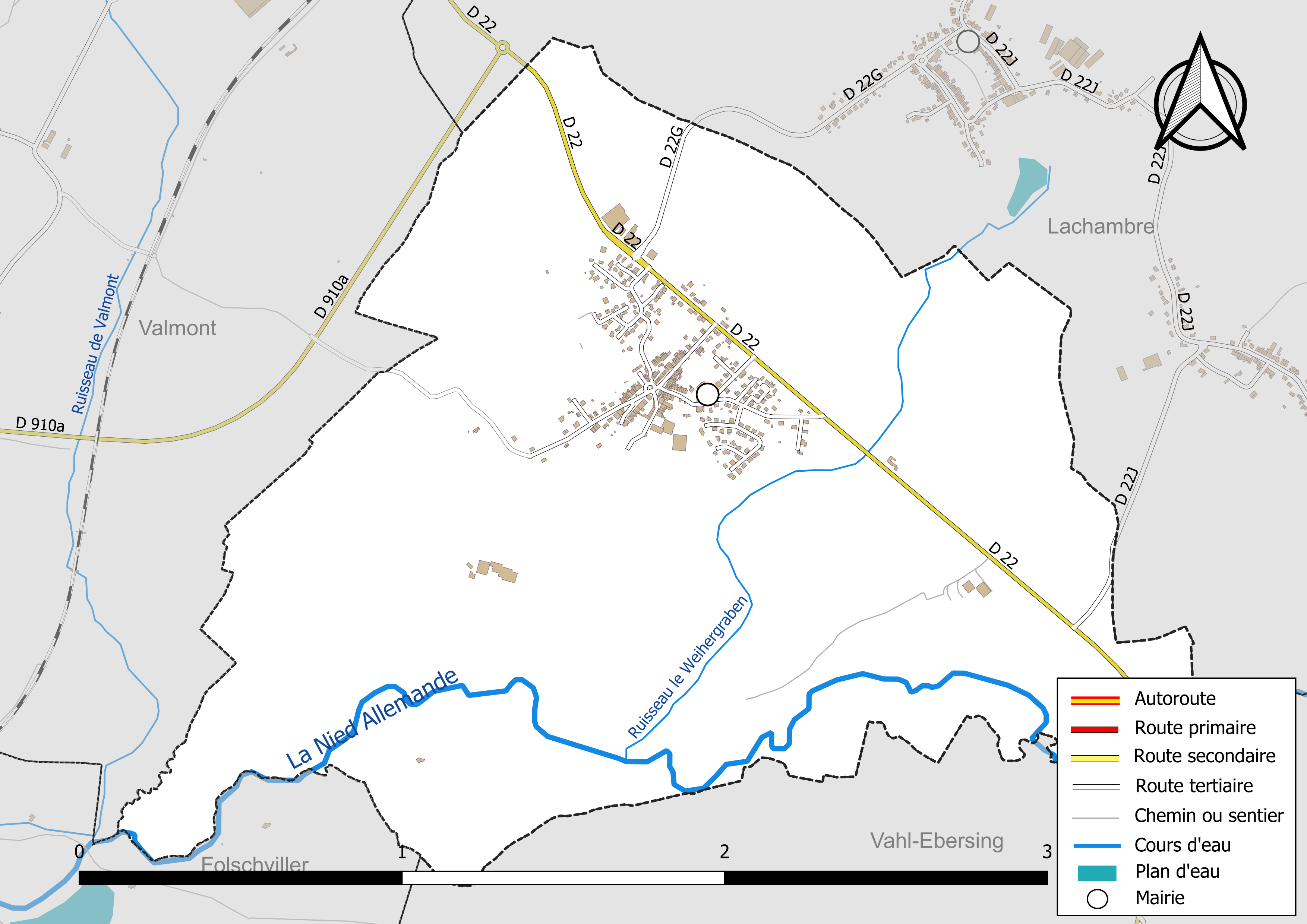
Réseaux hydrographique et routier d'Altviller.

#### Gestion et qualité des eaux
Le territoire communal est couvert par le schéma d'aménagement et de gestion des eaux (SAGE) « Bassin Houiller ». Ce document de planification, dont le territoire est approximativement délimité par un triangle formé par les villes de Creutzwald, Faulquemont et Forbach, d'une superficie de 576 km2, a été approuvé le 27 octobre 2017. La structure porteuse de l'élaboration et de la mise en œuvre est la région Grand Est. Il définit sur son territoire les objectifs généraux d’utilisation, de mise en valeur et de protection quantitative et qualitative des ressources en eau superficielle et souterraine, en respect des objectifs de qualité définis dans le SDAGE du Bassin Rhin-Meuse.
La qualité des eaux des principaux cours d’eau de la commune, notamment de la Nied Allemande, peut être consultée sur un site dédié géré par les agences de l’eau et l’Agence française pour la biodiversité.

### Climat
Pour des articles plus généraux, voir Climat du Grand Est et Climat de la Moselle.
En 2010, le climat de la commune est de type climat des marges montargnardes, selon une étude du Centre national de la recherche scientifique s'appuyant sur une série de données couvrant la période 1971-2000. En 2020, Météo-France publie une typologie des climats de la France métropolitaine dans laquelle la commune est exposée à un climat semi-continental et est dans la région climatique Lorraine, plateau de Langres, Morvan, caractérisée par un hiver rude (1,5 °C), des vents modérés et des brouillards fréquents en automne et hiver.
Pour la période 1971-2000, la température annuelle moyenne est de 9,7 °C, avec une amplitude thermique annuelle de 16,8 °C. Le cumul annuel moyen de précipitations est de 840 mm, avec 11,8 jours de précipitations en janvier et 9,6 jours en juillet. Pour la période 1991-2020, la température moyenne annuelle observée sur la station météorologique de Météo-France la plus proche, « Seingbouse », sur la commune de Seingbouse à 8 km à vol d'oiseau, est de 10,5 °C et le cumul annuel moyen de précipitations est de 731,4 mm. 
La température maximale relevée sur cette station est de 37,9 °C, atteinte le 25 juillet 2019 ; la température minimale est de −17 °C, atteinte le 20 décembre 2009,,.
Les paramètres climatiques de la commune ont été estimés pour le milieu du siècle (2041-2070) selon différents scénarios d'émission de gaz à effet de serre à partir des nouvelles projections climatiques de référence DRIAS-2020. Ils sont consultables sur un site dédié publié par Météo-France en novembre 2022.

## Urbanisme

### Typologie
Au 1er janvier 2024, Altviller est catégorisée bourg rural, selon la nouvelle grille communale de densité à sept niveaux définie par l'Insee en 2022.
Elle est située hors unité urbaine. Par ailleurs la commune fait partie de l'aire d'attraction de Saint-Avold (partie française), dont elle est une commune de la couronne,. Cette aire, qui regroupe 28 communes, est catégorisée dans les aires de moins de 50 000 habitants,.

### Occupation des sols
L'occupation des sols de la commune, telle qu'elle ressort de la base de données européenne d’occupation biophysique des sols Corine Land Cover (CLC), est marquée par l'importance des territoires agricoles (79,5 % en 2018), une proportion sensiblement équivalente à celle de 1990 (80,1 %). La répartition détaillée en 2018 est la suivante :
prairies (34,4 %), terres arables (33,3 %), forêts (13,9 %), zones agricoles hétérogènes (11,8 %), zones urbanisées (6,6 %). L'évolution de l’occupation des sols de la commune et de ses infrastructures peut être observée sur les différentes représentations cartographiques du territoire : la carte de Cassini (XVIIIe siècle), la carte d'état-major (1820-1866) et les cartes ou photos aériennes de l'IGN pour la période actuelle (1950 à aujourd'hui).

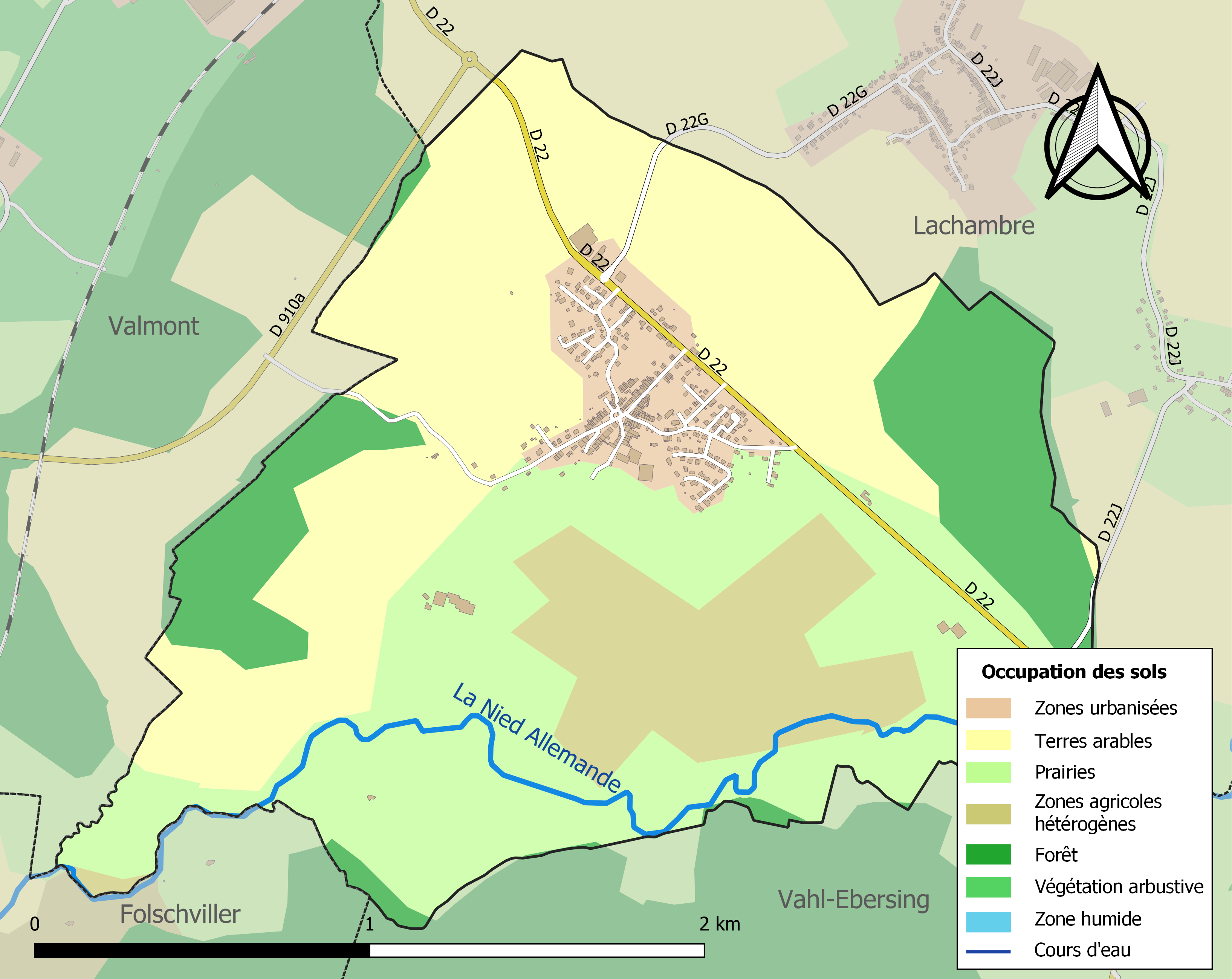
Carte des infrastructures et de l'occupation des sols de la commune en 2018 (CLC).

## Toponymie
En 1221, le nom Altviller apparaît pour la première fois dans un acte de donation d'« une chapelle d'Altviller » en faveur de l'abbaye de Wadgassen.

- Anciennes mentions : Altwilr (1414), Altwiller et Altviller (1469), Adviller (XVIIe siècle), Altwiler (1606), Altweiler (1681), Altweiller (1688), Alterweiller et Alte-ville (1756), Altwiller[19], Altviller (1793), Atteviller (1801)[20], Altwiller (XIXe siècle)[21], Altweiler (1871-1918 et 1940-1944).
- Au cours des siècles, ce nom s'écrira tantôt en français, Altviller, tantôt en allemand, Altweiler, tantôt avec V, tantôt avec W, tantôt avec L, tantôt avec LL. Dans certains documents, on retrouve Adviller, Altwilr, Altzwiller, Alteviller ou encore Alterweiler. Au XIXe siècle, pour franciser encore davantage le nom, on écrira Altevillers[18]. Parfois, on parlera aussi de Altviller-lès-Saint-Avold.
- Òltwilla [ɔltvila] en francique lorrain.

Deux étymologies s'affrontent pour Altviller:
L'une ferait dériver ce toponyme du latin Alta Villa « domaine rural élevé ». Selon cette thèse, Alta Villa viendrait des mots latins altus qui signifie haut et villa, la ferme, le domaine rural. Cette villa se serait-elle située sur le Koenigsberg ou le Gähberg dominant la vallée de la Nied.

L'autre thèse voudrait tout simplement que Alter Weiler soit dérivé de l'allemand alt signifiant vieux, ancien et Weiler, le hameau, le village. Alt étant simplement un qualificatif servant à le distinguer des autres weiler, nombreux dans la région (Folschviller, Petit-Ebersviller, Guenviller, Leyviller, Farébersviller…).
Ses habitants sont appelés les Altvillerois.

## Histoire
Des vestiges d'une villa rustique gallo-romaine ont été mis au jour en 1930, entre Altviller et Holbach. Le mode de construction, des débris de toutes sortes et quelques fragments de murs révélant une décoration assez sobre semblent indiquer que sa construction remonterait au IIe siècle de notre ère.
Au Moyen Âge, Altviller appartenait à l'évêché de Metz et faisait partie du bailliage épiscopal de Vic.
Altviller, avec les Trois-Évêchés (Metz, Toul et Verdun), sous tutelle française depuis 1552, fut rattaché officiellement à la France par le traité de Westphalie, en 1648.
Après la guerre de 1870, Altviller, comme les autres communes d'Alsace et de l'actuel département de la Moselle, fut annexé au Reich allemand, par le traité de Francfort. Redevenus français après l'Armistice du 11 novembre 1918 et le Traité de Versailles en 1919, les habitants d'Altviller redevinrent allemands de 1940 à 1944.

### Un «avant-goût» de guerre.
« Les soldats de la ligne Maginot se trompent : une vingtaine d'obus tombent sur Altviller-lès-Saint-Avold : l'église et plusieurs maisons sont endommagées... » relate le journal Le Lorrain dans son édition du 20 août 1937. En effet, le 17 août 1937, des artilleurs de la ligne Maginot ont procédé à des exercices de tirs depuis une position des environs. Les habitants étaient priés de suspendre les travaux des champs et de rester chez eux. Etait-ce une erreur ou était-ce pour planifier un futur tir en cas d'invasion ? Toujours est-il qu'à partir de neuf heures du matin, un certain nombre d'obus, heureusement non explosifs, sont tombés sur le village, semant la panique parmi la population avant qu'un coup de téléphone du maire obtienne un cessez-le-feu. Plus de peur que de mal même si les dégâts furent importants : un vitrail de l'église a volé en éclats, plusieurs toitures ont été éventrées et des lignes électriques arrachées.

### L'évacuation en 1939-1940
Comme pour toutes les communes situées sur la ligne Maginot, l'évacuation de la population était planifiée en cas de crise. L'ordre d'évacuation a été donné le 1er septembre 1939, soit deux jours avant la déclaration de guerre. C'est par leurs propres moyens que les habitants d'Altviller, avec ceux de Lachambre, se rendirent à la gare de Chambrey, au sud de Château-Salins, d'où ils continuèrent en chemin de fer. Le lieu d'évacuation prévu par les autorités était la commune de Rouffiac, mais après plusieurs jours de voyage à travers une France désorganisée le convoi fut stoppé en Normandie et la plupart des familles installées à Cabourg, dans des résidences secondaires inoccupées. Certaines personnes se retrouvèrent à Bully-les-Mines, à Sallaumines et à Romazières. Ce n'est que début octobre 1940 qu'ils revinrent dans leur village.

### LaLibérationpar l'armée américaine en 1944.
Le 27 ou le 28 novembre 1944 ? Deux versions :
1. Le 27 novembre 1944, la 1re compagnie du 317e régiment d’infanterie du XIIe Corps d’Armée U.S., en quittant le village d’Altviller, se heurtait à l’arrière-garde du 87e Régiment d’Infanterie allemand dans la forêt du Heiligenbusch et du Liebusch[27]. (Deux forêts communales, à l’est et au nord-est du village). Ce qui signifierait que les Américains ont libéré Altviller dès le 27 novembre 1944.
2. L'arrivée des Américains dans le village a eu lieu le 28 novembre 1944[18].

### Une eau minérale
Une eau minérale, laxative, riche en sulfate de magnésium, provenant d'un puits de 33 mètres de profondeur, a été commercialisée de 1900 à 1939 sous la dénomination « Altviller-Bitterwasser ». D'après les rapports du Centre d'expérimentation agricole de Colmar et du Laboratoire chimique de Strasbourg, conservés dans les archives communales, « cette eau d'excellente qualité pouvait rivaliser avec l'eau minérale d'Ems et de Karlsbad ».

## Politique et administration

### Liste des maires
En 1940, le maire et le conseil municipal furent révoqués par les Allemands. Pendant l'Annexion, Altviller fut administré par Lachambre de 1940 à 1942, puis par Saint-Avold jusqu'à la libération par l'armée américaine, en novembre 1944.

## Population et société

### Démographie
Les habitants sont appelés les Altvillerois.
L'évolution du nombre d'habitants est connue à travers les recensements de la population effectués dans la commune depuis 1793. Pour les communes de moins de 10 000 habitants, une enquête de recensement portant sur toute la population est réalisée tous les cinq ans, les populations de référence des années intermédiaires étant quant à elles estimées par interpolation ou extrapolation. Pour la commune, le premier recensement exhaustif entrant dans le cadre du nouveau dispositif a été réalisé en 2006.

En 2022, la commune comptait 531 habitants, en évolution de −9,39 % par rapport à 2016 (Moselle : +0,52 %, France hors Mayotte : +2,11 %).
| 1793 | 1800 | 1806 | 1821 | 1836 | 1841 | 1861 | 1866 | 1871 |
| ---- | ---- | ---- | ---- | ---- | ---- | ---- | ---- | ---- |
| 328  | 291  | 357  | 394  | 410  | 372  | 336  | 370  | 330  |

| 1875 | 1880 | 1885 | 1890 | 1895 | 1900 | 1905 | 1910 | 1921 |
| ---- | ---- | ---- | ---- | ---- | ---- | ---- | ---- | ---- |
| 333  | 323  | 307  | 308  | 278  | 302  | 206  | 326  | 293  |

| 1926 | 1931 | 1936 | 1946 | 1954 | 1962 | 1968 | 1975 | 1982 |
| ---- | ---- | ---- | ---- | ---- | ---- | ---- | ---- | ---- |
| 315  | 312  | 281  | 267  | 273  | 314  | 346  | 311  | 464  |

| 1990 | 1999 | 2006 | 2011 | 2016 | 2021 | 2022 | - | - |
| ---- | ---- | ---- | ---- | ---- | ---- | ---- | - | - |
| 506  | 534  | 571  | 566  | 586  | 546  | 531  | - | - |

Le dernier recensement a eu lieu en février 2016.
Le village était exsangue après la guerre de Trente Ans. Huit familles seulement  étaient recensées dans le livre terrier de 1687 : les familles Well, Kraut, König, Arnoult, Leher, Heque, Schlinck et Maugras. Aujourd'hui, tous ces patronymes ont disparu à Altviller.
Le 17 mars 1789, le cahier de doléances d'Altviller fait état d'une communauté de 58 feux.

### Enseignement
Bien que dans des textes plus anciens, il soit déjà question de maître d'école ou de régent d'école à Altviller, la première école y aurait été ouverte en 1720. À partir de 1818, un logement est mis à la disposition de l'instituteur et en 1845, une nouvelle école fut construite. Elle comptera 40 élèves en 1852 et 47 élèves en 1856.
En octobre 1959, l'actuelle école, comprenant une salle de classe, un préau, des sanitaires et un logement de fonction, est mise en service. Elle sera transformée en école maternelle en 1978 puis agrandie en 1986, par un nouveau bâtiment abritant une salle des fêtes au sous-sol. Une nouvelle cour de récréation sera aménagée. Toutes les classes y seront regroupées en 1987. Des travaux d'isolation et d'extension avec création d'une salle d'éveil, ont eu lieu en 2011.
En juin 2018, l'école est baptisée "Les petites mains vertes", en référence à son jardin pédagogique. En 2023, la cour de récréation a été refaite et transformée.
Depuis septembre 1978, les écoles d'Altviller et de Lachambre sont constituées en regroupement pédagogique intercommunal. Un service de transports scolaires est mis en place par le conseil départemental. À ce jour[Quand ?], deux classes maternelles et une classe élémentaire fonctionnent à Altviller. Trois classes élémentaires sont installées à Lachambre. Un accueil périscolaire, avec restauration à midi, fonctionne pour le regroupement, à Lachambre.
Ces classes dépendent de la circonscription de l'Éducation Nationale de Saint-Avold-Est.
Pour l'enseignement secondaire, la plupart des écoliers issus de ce regroupement fréquentent le collège La Carrière de Saint-Avold.
Depuis 1972, ces établissements, comme l'ensemble des établissements mosellans, font partie de l'académie de Nancy-Metz. (Zone B pour les vacances scolaires), Auparavant, ils dépendaient de l'académie de Strasbourg.

### Cultes

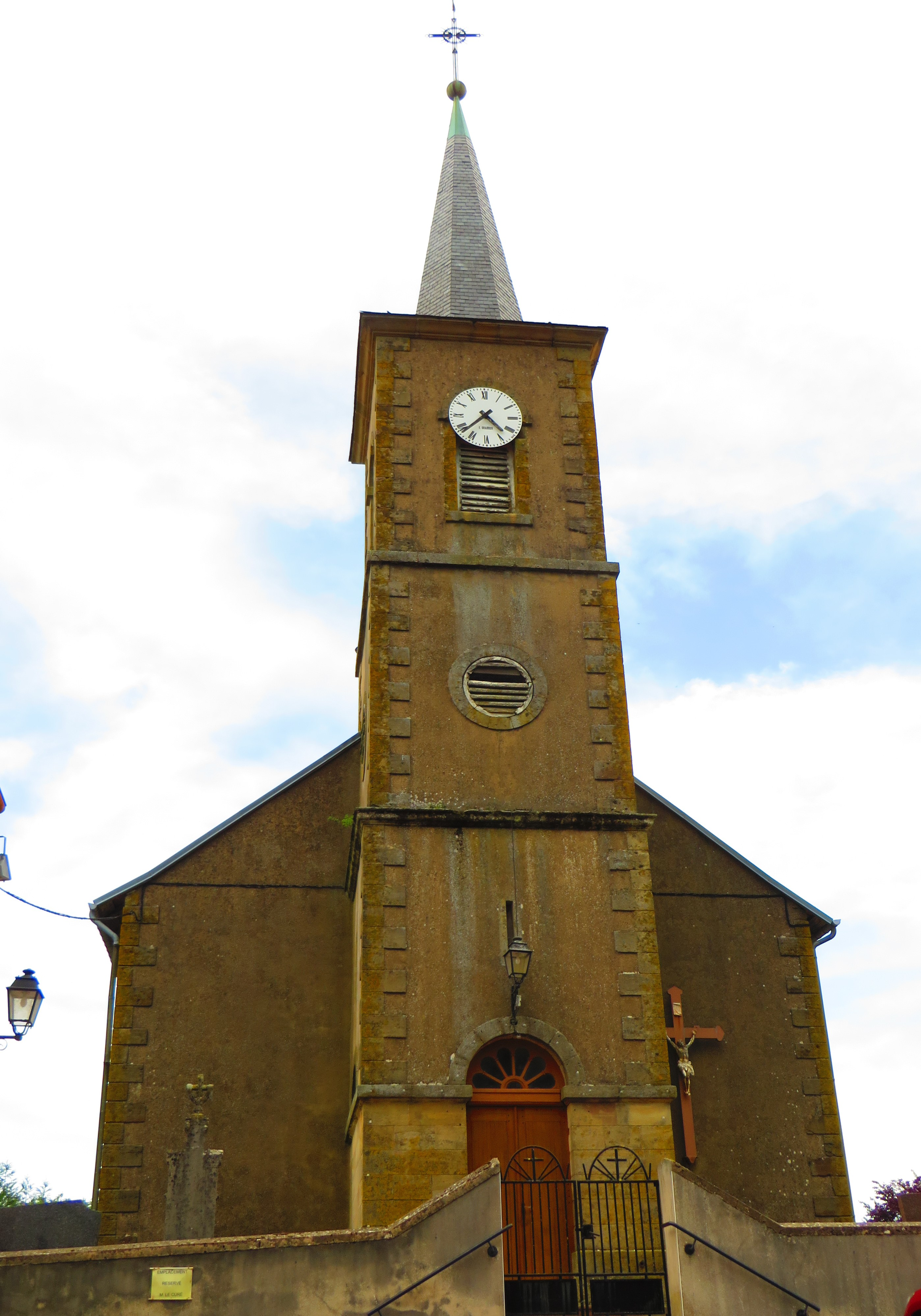
Église Saint-Remi.

La paroisse catholique Saint-Rémi d'Altviller fait partie du diocèse de Metz, de la zone pastorale de Saint-Nabor et de l'archiprêtré de Saint-Avold. Les biens de la paroisse sont gérés par le conseil de fabrique, régi par le "droit local" toujours en vigueur dans les départements d'Alsace et en Moselle.
Jusqu'après la Révolution, Altviller est une annexe de l'église-mère de Petit-Ebersviller. En 1808, elle est rattachée à Lachambre et le 5 mai 1881, par une ordonnance de Mgr Dupont-des-Loges, elle est érigée en paroisse indépendante. Le dernier prêtre à résider à Altviller fut l'abbé Christian Kuhn, curé de 1949 à 1958.
Depuis le 4 mai 2003, elle constitue avec les paroisses Sainte-Barbe de Biding, Saint-Martin de Lachambre, Saint-Pierre-et-Saint-Paul de Lixing-Laning, Saint-Jacques de Maxstadt et Saint-Jean-Baptiste de Vahl-Ebersing  la communauté de paroisses de Notre-Dame du Vahl. L'église-mère et le presbytère sont à Laning (Vahl). Eglise d'où le dimanche 24 février 2019, dans le cadre de l'émission Le Jour du Seigneur, la messe dominicale a été retransmise en direct à la télévision, sur France 2.

### Économie
Plusieurs entreprises artisanales sont présentes dans le village. Deux cafés, autrefois lieux de convivialité, sont aujourd'hui fermés.
Bien que le territoire communal ait été en limite du bassin houiller lorrain et malgré la proximité des puits de Folschviller, aucune extraction de charbon n'a jamais eu lieu dans le sous-sol de la commune, donc les dégâts miniers ne sont pas à craindre.
Trois exploitants, propriétaires et/ou locataires, se partagent la quasi-totalité des terres agricoles de la commune mais il n'y a plus d'exploitant installé sur son territoire. Aucun remembrement n'a encore été mis en œuvre à ce jour[Quand ?] mais les exploitants, par des échanges à l'amiable, ont regroupé leurs parcelles. Un centre équestre s'est installé dans un ancien domaine agricole.
L'ESAT « Le Village », un établissement et service d'aide par le travail, est installé sur la commune depuis 1998. Créé en 1977, il était implanté auparavant à Biding. Il emploie des travailleurs handicapés qui s'occupent de floriculture, de production de plants maraîchers, d'espaces verts et de conditionnement. En 2023, un atelier de menuiserie y a été ajouté. Il est géré par une association familiale d'aide aux personnes ayant un handicap mental.

### Technologie
Depuis mai 2014, grâce à des travaux réalisés par la communauté de communes du Pays Naborien (CCPN), l'ensemble de la commune a accès au haut débit Internet.
Depuis 2021, tous les habitants ont la possibilité d'accéder à Internet par la fibre.
En 2020 et 2021, tous les foyers qui ont en fait la demande ont été raccordés au réseau de distribution de gaz naturel.

### Écologie
Depuis 2017, la commune arbore à l'entrée du village le panneau « Commune Nature - 3 libellules », pour son engagement de commune sans pesticide.

## Culture locale et patrimoine

### Lieux et monuments

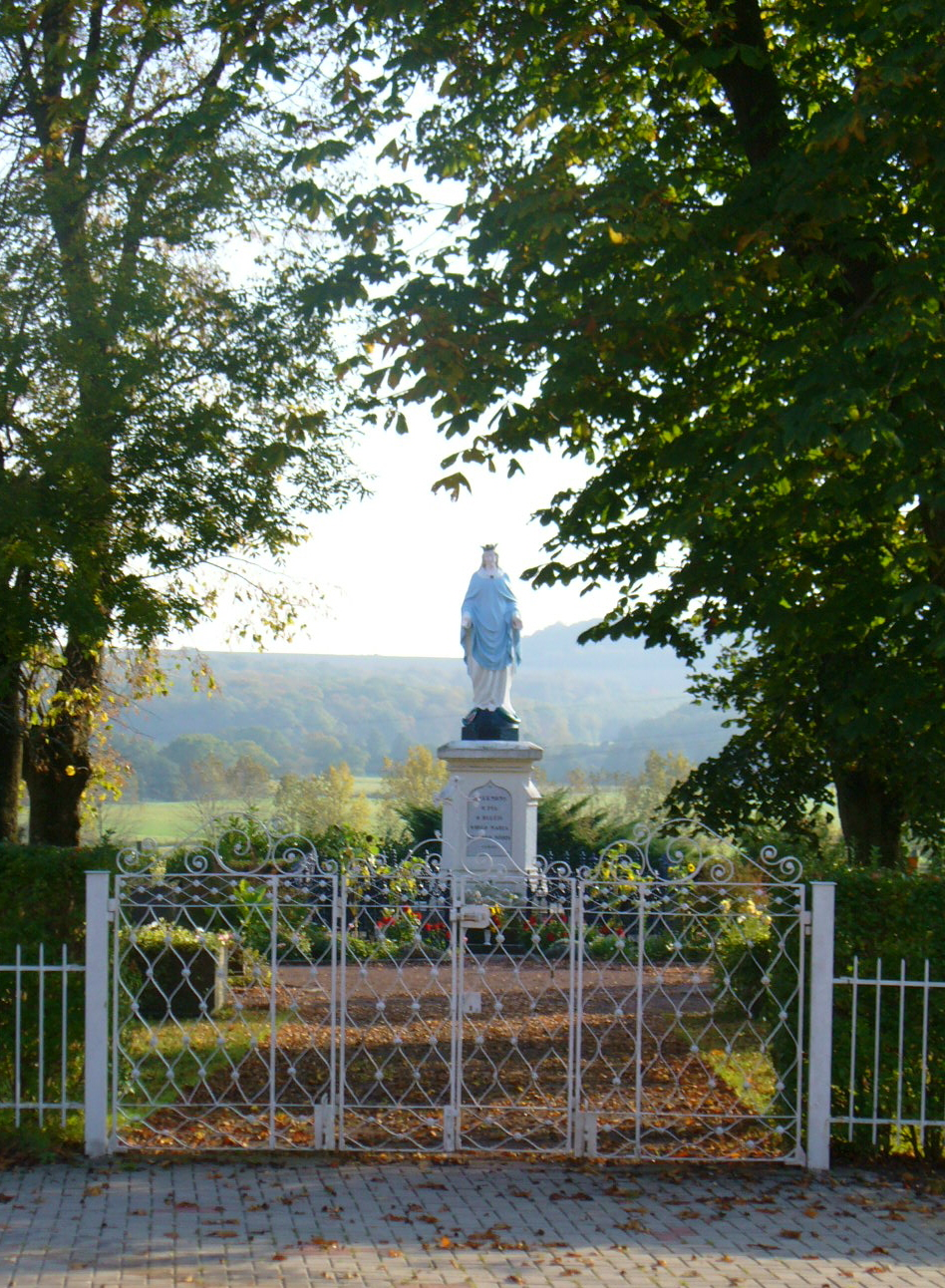
Notre-Dame d'Altviller.

L'église paroissiale remplace une ancienne chapelle reconstruite vers 1725. La nef et le chœur actuels datent de 1808/1809. Quant au clocher, il a été érigé de 1848 à 1853, sur les plans de l'architecte A. Robin, en remplacement d'une ancienne tour ronde. L'église fut bénite le 12 novembre 1809 par l'abbé Jean Harter, curé de Lachambre qui desservait Altviller. Gravement endommagés par la Seconde Guerre mondiale, la toiture et le plafond furent refaits à neuf en 1956. La charpente et la couverture du clocher en ardoise furent remplacées en 1967. Un paratonnerre y fut installé. En 2019, la charpente du chœur et de la nef a été restaurée et consolidée et la couverture complètement refaite. Les vitraux, furent restaurés par Bassinot de Nancy, entre 1947 et 1949. Le clocher abrite deux cloches, de la fonderie Causard de Colmar, bénites le 20 novembre 1955 : Saint-Rémy, 520 kg, note sol et Sainte-Marie, 400 kg, note la. La troisième, Saint-Joseph, 300 kg, note si, n'a pas été confisquée en 1943, elle date de 1922 (fonderie Farnier de Robécourt). Elle possède un orgue, construit en 1881 par le facteur d'orgues Verschneider de Puttelange-aux-Lacs, complètement restauré en 2007 et 2008 par  Arti ' Z (Jean-Louis Helleringer) de Zarbeling et bénit le 5 octobre 2008 par Mgr Pierre Raffin, évêque de Metz. Dans le chœur, une peinture à l'huile d'un auteur anonyme du XIXe siècle, restaurée en 2011, représente Le baptême de Clovis par saint Rémi.
Une statue monumentale, appelée « Notre-Dame d’Altviller », érigée par Mlle Delphine Motte au lieu-dit Hänzelberg, fut inaugurée le 28 mai 1879 par Mgr Dupont-des-Loges, évêque de Metz.
La mairie construite à la place de l'ancien presbytère, a été inaugurée le 20 juin 1998 par M. Le Menn, sous-préfet de Forbach, en présence du député André Berthol. Elle est l'œuvre de Mme Nicole Habert, architecte à Saint-Avold. En façade, une mosaïque, œuvre de Urschel l'Artisan, représente le blason de la commune.
Une grosse pierre, qui d'après la tradition serait le vestige d'un monument mégalithique celte, se trouve à la limite des communes de Folschviller, Vahl-Ebersing et Altviller. Elle est appelée die dicke Mark (la grosse borne) dans des documents anciens, de dick Udel en dialecte local et plus couramment la pierre tournante. On raconte que jadis, le vendredi-saint, on envoyait les naïfs du village pour surprendre la pierre tourner sur elle-même pendant que sonnait l'Angélus de midi, or tout le monde sait que le vendredi-saint les cloches sont muettes.

### Personnalités liées à la commune
- Delphine Motte, née en 1815 et morte en 1898, est la dernière descendante de la famille seigneuriale d'Altviller. Elle était connue comme bienfaitrice de la commune et de la paroisse. Entre autres, elle fit ériger en 1879, la statue de la Vierge du Hänzelberg et en fit don à la paroisse avec le terrain. C'est elle qui fit aménager la place au milieu du village, devant sa propriété, en faisant abattre une vieille maison qui gênait le passage. Dès 1890, elle fit installer un éclairage public alimenté à l'acétylène. En 1897, elle fit détruire plusieurs bâtiments qui obstruaient la place devant l'église (l'actuelle place de la Mairie), y fit planter des marronniers et en fit don à la commune. Elle avait aussi le projet d'une maison où des religieuses chargées de l'éducation des filles et du soin des malades à domicile devaient s'installer. Ce projet avorta à la suite de son décès[18]. Une rue d'Altviller porte le nom « rue Delphine-Motte ».

### Langue parlée
Altviller se trouve en Moselle germanophone ; la langue maternelle originelle des habitants est un dialecte francique rhénan, appelé localement le platt. Si quelques personnes, âgées surtout, le pratiquent encore, il est en voie de disparition, malgré les efforts de quelques associations. En dialecte local, Altviller se dit Òltwilla [ɔltvila].

### Héraldique
| Blason de Altviller | Blason  | De gueules à la colombe du saint-Esprit fondante d'argent tenant dans son bec la sainte Ampoule, accompagnée de deux cailloux d'or en pointe. |
| Blason de Altviller | Détails | La colombe portant la Sainte Ampoule rappelle le baptême de Clovis à Reims, par saint Rémi, patron de la paroisse. La légende raconte que lors de cette cérémonie, le clerc chargé d'apporter les saintes huiles nécessaires au baptême ne put se frayer un passage à travers la foule. À ce moment, une blanche colombe, avec dans son bec une ampoule contenant ces saintes huiles descendit du ciel et permit à la cérémonie de se poursuivre. Les deux cailloux, allusion à la lapidation de saint Étienne, empruntés aux armes du chapitre de la cathédrale de Metz, rappellent qu'Altviller dépendait de la principauté épiscopale de Metz. Le statut officiel du blason reste à déterminer. |

## Pour approfondir